# Сан Ромуалдо (Равена)
„Сан Ромуалдо“ (на италиански: Chiesa di San Romualdo)  Архив на оригинала от 2010-12-22 в Wayback Machine. е католическа църква в гр.Равена, Италия. Разположена е на кръстовище на улиците Via Baccarini и Via Rondinelli.

## История
Църквата е построена през 1630 г. по проект на равенския архитект Лука Данези. Посветена е на Свети Ромуалд (952 – 1027). През 1935 г. църквата става паметник на загиналите във войните и в пленничество, която позволява и нейното възстановяване и реставрация.